# Шторк, Флориан
Флориан Шторк (нем. Florian Stork род. 27 апреля 1997, Бюнде, Северный Рейн-Вестфалия) — немецкий профессиональный  шоссейный велогонщик, выступающий с 2019 года за команду мирового тура «Team Sunweb».

## Достижения
2016
5-й Чемпионат Германии — Индивидуальная гонка U23
2018
5-й Чемпионат Германии — Индивидуальная гонка U23
5-й Тур Эльзаса — Генеральная классификация
2019
2-й  Чемпионат Германии — Индивидуальная гонка U23
3-й Пореч Трофи
7-й Истриан Спринг Трофи — Генеральная классификация